# 3GP
A 3GP egy multimédia tároló formátum, amit a 3GPP írt le a 3G mobiltelefonon való használatra. Az MPEG-4 Part 14 (MP4) egyszerűsített változata. A 3GP fájloknak .3gp vagy .3g2 kiterjesztésük van.
A 3GP a videofolyamot az MPEG-4-hez vagy a H.263-hoz hasonlóan, a hangot az AMR-NB vagy AAC-LC formátumban tárolja. Mindig big-endian-ok, azaz először a legnagyobb helyiértékű bájtok tárolódnak és kerülnek átvitelre. A fájlban kép mérete és a sávszélesség is le van írva, tehát a tartalom megfelelően méreteződik a mobilok kijelzőjén.
A 3GP fájlok PC-n a Media Player Classic, MPlayer, QuickTime, RealPlayer, VLC Player, Xine, Zoom Player, GOM Player vagy Kmplayer programok segítségével játszhatók le. 
Számos másfajta formátumba át lehet konvertálni a 3GP Video Converter programmal vagy az MPEG Streamclip és a QuickTime Alternative együttes használatával.
A legtöbb 3G-s telefon képes lejátszani a formátumot, és még a videókat is ebben rögzítik. Mikor PC-n nézik a videót, a minősége ugyanolyan, mint a mobiltelefonon.
A biztonsági kamerák is ezt a formátumot használják, mivel több órányi felvétel is elfér kis helyen. Ez az oka annak is, hogy a mobilok a 3GP-t alkalmazzák.
A videó gyakorlati implementációiban a 3GP két változata használt:
- 3GPP (a GSM alapú telefonokra)
- 3GPP2 (a CDMA alapú telefonokra)

Mindkettő az MPEG-4 és H263 videón, és az AAC vagy AMR hangon alapul.